# 邱城遗址
邱城遗址位于浙江省湖州市吴兴区白雀乡马池潭村，是一处新石器时代遗址，1963年被列为浙江省文物保护单位。
在紧临太湖的两个相连的小山上，依山有两个错交的方形夯土城墙，北城较大，南城较小，俗称大、小邱城。邱城是春秋时吴筑三城（邱城、彭城、吴城）之一。在城墙的东、南和西南部发现有新石器时代遗址，称邱城遗址，面积约有3万平方米。邱城遗址于1957年、1973年和1987年先后三次发掘，其文化堆积可分三层，下层属马家浜文化，中层属泽文化，上层属马桥文化。 
- 陶盉，邱城遗址出土（泽文化）
- 假腹陶簋，邱城遗址出土（泽文化）
- 陶豆，邱城遗址出土（泽文化）
- 石钺，邱城遗址出土（泽文化）